# コトパクシ県
コトパクシ県（コトパクシけん、西: Provincia de Cotopaxi）は、エクアドルの県のひとつ。県都はラタクンガ。標高5,897mの活火山、コトパクシ山がある。

## 隣接する県
- ピチンチャ県
- ナポ県
- トゥングラワ県
- ボリーバル県
- ロス・リオス県
- サント・ドミンゴ・デ・ロス・ツァチラス県

## 郡と都市

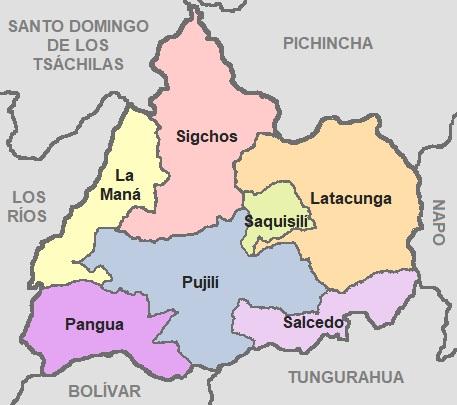
コトパクシ県の郡

コトパクシ県は7つの郡に分けられる。
| 郡名         | 人口 （2001年国勢調査） | 面積（km2） | 中心都市         |
| ------------ | ----------------------- | ----------- | ---------------- |
| ラ・マナー郡 | 32,115                  | 647         | ラ・マナー       |
| ラタクンガ郡 | 143,979                 | 1,377       | ラタクンガ       |
| パングア郡   | 19,877                  | 715         | エル・コラソーン |
| プヒリー郡   | 60,728                  | 1,289       | プヒリー         |
| サルセド郡   | 51,304                  | 484         | サン・ミゲル     |
| サキシリー郡 | 20,815                  | 206         | サキシリー       |
| シグチョス郡 | 20,722                  | 1,267       | シグチョス       |